# Patrick Côté (hockey sur glace)
Pour les articles homonymes, voir Patrick Côté.
Patrick Côté (né le 24 janvier 1975 à LaSalle dans la province de Québec au Canada) est un joueur professionnel retraité canadien de hockey sur glace. Il évoluait au poste d'ailier gauche.

## Biographie

### Carrière de joueur
Reconnu pour être un homme fort et pour son jeu physique, il passe deux saisons dans la Ligue de hockey junior majeur du Québec avec les Harfangs de Beauport. Il est choisi par les Stars de Dallas au repêchage d'entrée dans la LNH 1995 et devient professionnel la même année de son repêchage, en 1995-1996. Il passe trois saisons dans l'organisation des Stars mais joue majoritairement pour les K-Wings du Michigan, franchise affiliée aux Stars dans la Ligue internationale de hockey, et ne joue que huit matchs avec Dallas durant ces années.
Il est réclamé par les Predators de Nashville lors du repêchage d'expansion de la LNH 1998 et occupe un poste régulier avec sa nouvelle équipe. Il joue 70 matchs lors de la 1998-1999 où il réalise un but et deux aides, les seuls points de sa carrière LNH. Après une autre saison où il ne joue que 21 matchs en raison d'une blessure à la main, il passe aux Oilers d'Edmonton en juin 2000. 
L'équipe ayant plus de profondeur que les Predators, Côté n'arrive pas à se tailler une place chez les Oilers, ne jouant que six matchs avec l'équipe et se retrouvant dans la Ligue américaine de hockey avec les Bulldogs de Hamilton. Au cours de cette même saison, il entre volontairement au Programme d'abus de substances de la LNH pour contrer ses problèmes de consommation d'alcool.
Il n'arrive pas à s'entendre avec une équipe de la LNH et retourne dans sa province natale en jouant pour les Chiefs de Laval de la Ligue de hockey semi-professionnelle du Québec. Il passe sept saisons dans cette ligue, qui change de nom pour « Ligue de hockey senior majeur du Québec » puis « Ligue nord-américaine de hockey », avant de se retirer du hockey en 2008.

### Démêlés judiciaires
Le 7 février 2002, à Malone dans l'État de New York, il est arrêté par les policiers après avoir dépassé la limite de vitesse et ils trouvent 30 livres de cannabis dans sa voiture. Il plaide coupable à une accusation réduite de complot et est condamné à passer six mois dans une prison du comté de Franklin,.
Le 22 juillet 2014, il est condamné à 30 mois de prison après avoir braqué deux banques à Montréal. 
Quelques jours après sa libération en février 2016, il commet un nouveau vol de banque à Brossard et un autre à Greenfield Park mais se rend à la police de Longueuil et se voit condamné à 42 mois de prison après avoir plaidé coupable pour des accusations de vol qualifié et de bris de conditions de libération. 
Le 6 octobre 2016, il est atteint d'une balle au thorax par un agent correctionnel du pénitencier de Donnaconna. Il est sérieusement blessé mais on ne craint pas pour sa vie. Il était alors impliqué dans une violente bagarre avec un autre détenu.

## Statistiques
| Saison     | Équipe                 | Ligue      |     | Saison régulière | Saison régulière | Saison régulière | Saison régulière | Saison régulière |   | Séries éliminatoires | Séries éliminatoires | Séries éliminatoires | Séries éliminatoires | Séries éliminatoires |
| Saison     | Équipe                 | Ligue      | PJ  | B                | A                | Pts              | Pun              | PJ               | B | A                    | Pts                  | Pun                  |                      |                      |
| 1993-1994  | Harfangs de Beauport   | LHJMQ      | 48  | 2                | 4                | 6                | 230              | 12               | 1 | 0                    | 1                    | 61                   |                      |                      |
| 1994-1995  | Harfangs de Beauport   | LHJMQ      | 56  | 20               | 20               | 40               | 314              | 17               | 8 | 8                    | 16                   | 115                  |                      |                      |
| 1995-1996  | K-Wings du Michigan    | LIH        | 57  | 4                | 6                | 10               | 239              | 3                | 0 | 0                    | 0                    | 2                    |                      |                      |
| 1995-1996  | Stars de Dallas        | LNH        | 2   | 0                | 0                | 0                | 5                | -                | - | -                    | -                    | -                    |                      |                      |
| 1996-1997  | K-Wings du Michigan    | LIH        | 58  | 14               | 10               | 24               | 237              | 4                | 2 | 0                    | 2                    | 6                    |                      |                      |
| 1996-1997  | Stars de Dallas        | LNH        | 3   | 0                | 0                | 0                | 27               | -                | - | -                    | -                    | -                    |                      |                      |
| 1997-1998  | K-Wings du Michigan    | LIH        | 4   | 2                | 0                | 2                | 4                | -                | - | -                    | -                    | -                    |                      |                      |
| 1997-1998  | Stars de Dallas        | LNH        | 3   | 0                | 0                | 0                | 15               | -                | - | -                    | -                    | -                    |                      |                      |
| 1998-1999  | Predators de Nashville | LNH        | 70  | 1                | 2                | 3                | 242              | -                | - | -                    | -                    | -                    |                      |                      |
| 1999-2000  | Predators de Nashville | LNH        | 21  | 0                | 0                | 0                | 70               | -                | - | -                    | -                    | -                    |                      |                      |
| 2000-2001  | Oilers d'Edmonton      | LNH        | 6   | 0                | 0                | 0                | 18               | -                | - | -                    | -                    | -                    |                      |                      |
| 2000-2001  | Bulldogs de Hamilton   | LAH        | 16  | 0                | 1                | 1                | 61               | -                | - | -                    | -                    | -                    |                      |                      |
| 2001-2002  | Chiefs de Laval        | LHSPQ      | 6   | 0                | 0                | 0                | 53               | -                | - | -                    | -                    | -                    |                      |                      |
| 2002-2003  | Chiefs de Laval        | LHSPQ      | 19  | 4                | 3                | 7                | 134              | 10               | 0 | 2                    | 2                    | 62                   |                      |                      |
| 2003-2004  | Chiefs de Laval        | LHSMQ      | 28  | 0                | 6                | 6                | 320              | 6                | 1 | 0                    | 1                    | 23                   |                      |                      |
| 2004-2005  | Chiefs de Laval        | LNAH       | 4   | 0                | 0                | 0                | 23               | -                | - | -                    | -                    | -                    |                      |                      |
| 2005-2006  | Chiefs de Laval        | LNAH       | 14  | 2                | 1                | 3                | 81               | -                | - | -                    | -                    | -                    |                      |                      |
| 2006-2007  | Chiefs de Saint-Jean   | LNAH       | 28  | 3                | 9                | 12               | 184              | -                | - | -                    | -                    | -                    |                      |                      |
| 2007-2008  | Mission de Sorel-Tracy | LNAH       | 8   | 1                | 1                | 2                | 34               | -                | - | -                    | -                    | -                    |                      |                      |
| Totaux LNH | Totaux LNH             | Totaux LNH | 105 | 1                | 2                | 3                | 377              | -                | - | -                    | -                    | -                    |                      |                      |